# Олефф, Уайатт
Уа́йатт Джесс Оле́фф (англ. Wyatt Jess Oleff; род. 13 июля 2003) — американский киноактёр, наиболее известный по роли Стэнли Уриса в фильме Энди Мускетти «Оно», снятого на основе одноимённого романа Стивена Кинга и Стэнли Барбера в сериале «Мне это не нравится».

## Биография
Родился в Чикаго, штат Иллинойс, в семье Дага и Дженнифер Олефф. В 2010 году в возрасте семи лет переехал с семьёй в Лос-Анджелес и начал актёрскую деятельность. Свои первые роли Уайатт исполнял в рекламных роликах, в числе которых была реклама агентства недвижимости Coldwell Banker.
Дебютом в полнометражном кино стала полученная в возрасте девяти лет небольшая роль в сериале «Ветеринарная клиника».
В 2013 году исполнил эпизодические роли в телефильме Middle Age Rage, сериалах «Пригород», «Танцевальная лихорадка» и «Однажды в сказке».
В 2014 году получил роль в фильме «Стражи Галактики», где исполнил роль Питера Квилла в детстве.
В 2017 году снялся в американском драматическом фильме ужасов «Оно» по мотивам одноимённого романа Стивена Кинга, где сыграл роль Стэнли Уриса, а также в клипе на песню «Santa’s Coming for Us» певицы Sia. В 2020 году исполнил одну из главных ролей в сериале «Мне это не нравится», в котором его партнёршей стала София Лиллис.

## Фильмография
| Год  |     | Русское название          | Оригинальное название                                              | Роль                       |
| ---- | --- | ------------------------- | ------------------------------------------------------------------ | -------------------------- |
| 2012 | с   | Ветеринарная клиника      | Animal Practice                                                    | Джордж в детстве           |
| 2013 | с   | Пригород                  | Suburgatory                                                        | Кевюел                     |
| 2013 | с   | Танцевальная лихорадка!   | Shake It Up                                                        | Байрон / паренёк           |
| 2013 | с   | Однажды в сказке          | Once Upon a Time                                                   | Румпельштильцхен в детстве |
| 2013 | тф  | —                         | Middle Age Rage                                                    | Оливер Бобек               |
| 2014 | ф   | Поженить Барри            | Someone Marry Barry                                                | Джей Ти                    |
| 2014 | ф   | Стражи Галактики          | Guardians of the Galaxy                                            | Питер Квилл в детстве      |
| 2014 | с   | Скорпион                  | Scorpion                                                           | Оуэн                       |
| 2015 | кор | —                         | Crafty: Or (The Unexpected Virtue of the Girl in Charge of Snacks) | Рокко                      |
| 2015 | тф  | —                         | The History of Us                                                  | юный Эндрю                 |
| 2017 | ф   | Стражи Галактики. Часть 2 | Guardians of the Galaxy Vol. 2                                     | Питер Квилл в детстве      |
| 2017 | ф   | Оно                       | It                                                                 | Стэнли Урис                |
| 2019 | ф   | Оно 2                     | It: Chapter Two                                                    | Стэнли Урис в детстве      |
| 2020 | с   | Мне это не нравится       | I Am Not Okay with This                                            | Стэнли Барбер              |
| 2020 | кор | —                         | The Weight of Perfection                                           | Уокер                      |
| 2020 | с   | День за днём              | Day by Day                                                         | Грег                       |
| 2020 | с   | Действие во имя дела      | Acting for a Cause                                                 | Лисандер                   |
| 2020 | кор | —                         | Oh, Sorry                                                          | Сэм                        |
| 2022 | ф   | Оставайся на чеку         | Stay Awake                                                         | Итан                       |
| 2022 | ф   | Год между                 | The year between                                                   | Нейл                       |
| 2023 | с   | Город в огне              | City on fire                                                       | Чарли                      |